# The Dream Chapter: Eternity

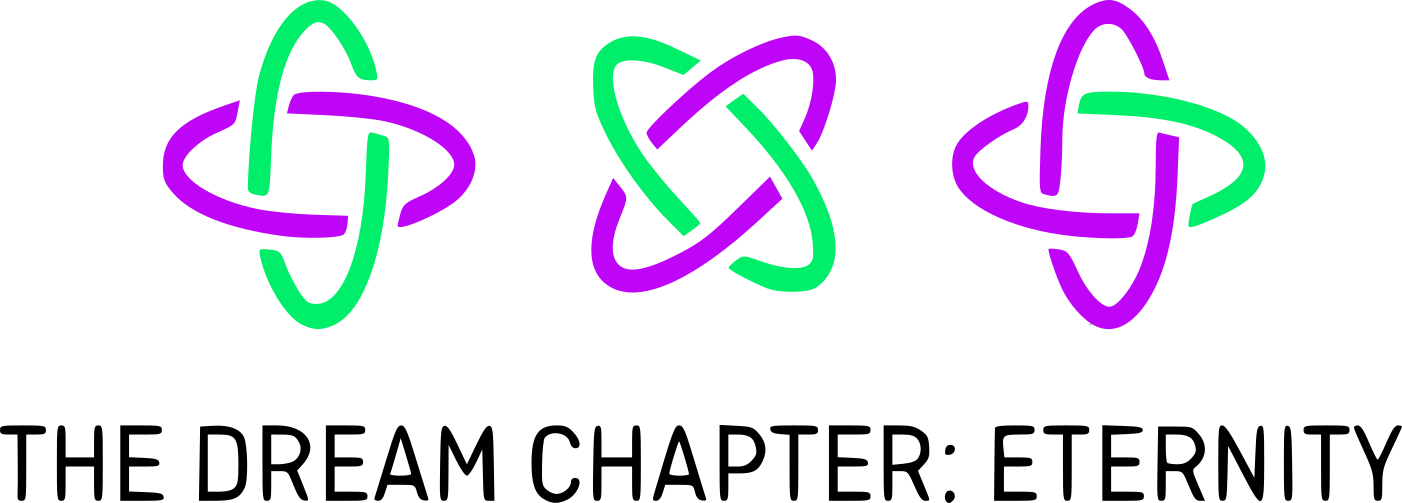

The Dream Chapter: Eternity è il secondo EP della boy band sudcoreana TXT, pubblicato nel 2020.

## Descrizione
The Dream Chapter: Eternity esplora tematicamente il lato oscuro della giovinezza e dell'amicizia. Testualmente, il concept album tratta di problemi nelle relazioni e di riflessione personale. The Dream Chapter: Eternity contiene sei tracce musicalmente vario con un ampio spetro di generi tra cui funk-pop, dreampop, trap, hip-hop e alternative R&B. "Can't you see me?" è una canzone trap e pop con un martellante synth pop, è caratterizzata da una progressione armonica influenzata dal grunge e da una melodia fatta al piano. Il testo parla di confusione e tumulto emotivo quando una persona giovane si trova in una fase di conflitto nelle relazioni e nelle amicizie. "Drama" è una traccia funk-pop con piano ed ottoni. "Fairy of Shampoo" è una cover del singolo dei Light & Salt, è stata re-arrangiata in uno stile dreampop e sono stati aggiunti armonie a capella, sintetizzatori e un nuovo rap scritto da Yeonjun. "Maze in the Mirror" è stata scritta da tutti i membri ed è stata prodotta da Beomgyu e Slow Rabbit, è una canzone britpop acustica, il testo è ispirato dall'esperienza di tirocinanti dei membri. "Puma" è una canzone hip-hop e trap.  "Eternally" è una traccia alternative R&B che inizia in uno stile pop acustico per poi cambiare in beats più scuri, ha una melodia ripetitiva e utilizza dei suoni minimalisti e frammentati.

## Tracce
1. Drama – 3:30 (Supreme Boi, Jake Torry, Noah Conrad, Roland "Rollo" Spreckley, El Capitxn)
2. Can't You See Me? (세계가 불타버린 밤, 우린) – 3:21 (Slow Rabbit, "Hitman" Bang, Supreme Boi, Melanie Joy Fontana, Michel "Lindgren" Schulz, Eric Zayne, Naz Tokoi)
3. Fairy of Shampoo (샴푸의 요정) – 4:27 (El Capitxn, Slow Rabbit, Keeho Chang, Yeonjun)
4. Maze in the Mirror (거울 속의 미로) – 3:46 (Slow Rabbit, Yeonjun, Beomgyu, Adora, Huening Kai, Soobin, Taehyun)
5. Puma (동물원을 빠져나온 퓨마) – 3:26 (Sam Klempner, Supreme Boi, Melanie Joy Fontana, Michel "Lindgren" Schulz, Slow Rabbit, Krysta Youngs, Julia Ross)
6. Eternally – 3:37 (Frants, Supreme Boi, Slow Rabbit, Pauline Skott, Peter St James, Alina Paulsen, Chris Brenner, "Hitman" Bang, danke)

## Formazione
Gruppo
- Soobin – voce, testo e musica (traccia 4)
- Yeonjun – voce, testo e musica (tracce 3-4)
- Beomgyu – voce, testo e musica (traccia 4), Produzione (traccia 4)
- Taehyun – voce, testo e musica (traccia 4)
- Hueningkai – voce, testo e musica (traccia 4)

## Critica
L'EP ha preso un voto di 4 su 5 dal critico Rhian Daly di NME e Chris Gilet di South China Morning Post ha complimentato la scrittura della band.

## Successo Commerciale
L'EP è il primo lavoro della band ad essere certificato in Corea del sud per aver venduto più di 250 000 copie dopo essersi classificato al numero 2 della Gaon Chart, è anche il loro primo lavoro ad essere arrivato primo nella classifica musicale giapponese Oricon.

## Classifiche

### Classifiche settimanali
| Classifica (2020-21) | Posizione massima |
| -------------------- | ----------------- |
| Corea del Sud        | 2                 |
| Giappone             | 1                 |
| Lituania             | 90                |
| Polonia              | 8                 |

### Classifiche di fine anno
| Classifica (2020) | Posizione |
| ----------------- | --------- |
| Corea del Sud     | 28        |
| Giappone          | 81        |